# جیول استیتی
جیول استیتی (انگلیسی: Jewel Staite؛ زاده ۲ ژوئن ۱۹۸۲) یک هنرپیشه اهل کانادا است. وی از سال ۱۹۸۸ میلادی تاکنون مشغول فعالیت بوده‌است.
او در فیلم جویندگان طلا بازی کرده‌است.